# Meg Pfeiffer
Meg Pfeiffer (* 1983) ist eine deutsche Singer-Songwriterin.

## Werdegang
Pfeiffer wuchs im damaligen Saalkreis auf. Nach eigenen Angaben begann sie mit acht Jahren Gitarrenunterricht zu nehmen und besuchte von 1999 bis 2004 die Landesschule Pforta in Schulpforte. Sie absolvierte ein Auslandsjahr an der Ponderosa High School in Parker, Colorado. Nach Abschluss des Gymnasiums zog sie 2005 nach Dresden und begann dort ein Studium der Musikwissenschaft an der Technischen Universität.
2009 nahm sie eine neue Version des Hits Poker Face von Lady Gaga im Country-Stil auf. Mit dieser Aufnahme bewarb sie sich bei verschiedenen Plattenlabels und unterschrieb schließlich einen Plattenvertrag bei Sony Music. Ihr erstes, vom Berliner Produzententeam JMC Music um Erik Macholl und Andreas John produzierte Album Bullrider, erschien im August 2010 bei Sony Music und enthält eigene Songs und Coverversionen im Country-Stil. Poker Face wurde in den Sound-Emporium-Studios in Nashville produziert und im August 2010 als erste Single-Auskoppelung aus dem Album veröffentlicht. Die Single erreichte Platz 78 der deutschen Charts.
Im November 2015 erschien bei Astral Music das Album Sunshine (acoustic), das auch zahlreiche Eigenkompositionen enthält. Pfeiffer nahm 2017 am Casting für Unser Song 2017 teil, erreichte aber nicht die Runde der fünf Kandidaten, die für die deutsche Vorentscheidung zum Eurovision Song Contest ausgewählt wurden. Im Mai 2017 veröffentlichte sie die EP Perfect Life, auf der sie neben Coverversionen von ESC-Beiträgen den eigenen Song Love Is What We Need präsentiert. Das Stück nahm sie zusammen mit ihrem Mann, dem italienischen Gitarristen Luca Stricagnoli auf. Das Paar heiratete am 1. August 2020.

## Rezeption
Lothar Wandtner von Bayerwald Wochenblatt schrieb: „Diese Version ist genial! Poker Face ist von Lady Gaga. Ja! Aber: Diese Country-Version von Meg Pfeiffer stellt das Original mehr als in den Schatten. Für die Redaktion des Bayerwald Wochenblatt ist klar: Das Cover ist besser als das Original.“
Artur Schulz von laut.de schrieb zum Album Bullrider: „Diese Songs wirken wie ein potemkinsches Country-Dorf mit Kulissen aus recht lieblos zusammengezimmerten Fassaden. Gut, Meg ist hübsch und reichlich blond, doch das allein macht noch keine deutsche Taylor Swift. Die schreibt wenigstens eigene Songs, und würgt nicht Madonnas 4 Minutes durch den Ponderosa-Fleischwolf, bis es auch für McDonald’s nicht mehr taugt. Selbst Katy Perrys I Kissed a Girl verliert auf dem Weg vom Kuhstall zur Schlachtbank sämtliche Sexyness. Megs Stimme trifft den Ton, holt aber nichts heraus als Zielgruppenfutter für den Fernsehgarten.“
Gunther Matejka von countrymusicnews.de schrieb über das 2015 erschienene Album Sunshine: „Ohne einen geschäftstüchtigen A&R-Mann einer großen Plattenfirma im Rücken hat Meg Pfeiffer die Chance genutzt, um ihre eigene musikalische Identität nachzuspüren … Fazit: Nach Bullrider die Kehrtwendung hin zum akustischen Folk und Country. Sunshine ist eine gelungene Korrektur der Meg Pfeiffer.“

## Diskografie (Auswahl)

### Studioalben
- One (1992)
- Man from the Woods Vol. 1 (2007)
- Bullrider (2010)
- Sunshine (acoustic) (2015)
- Nope (2020)
- Unsent (2022)

### Kompilationen
- Love Stories (2021)
- Best of (2021)
- Travel Stories (2021)
- Survivor Stories (2021)
- Acoustic Session (2022)

### EPs
- Perfect Life (2017)
- Winter Tales (2021)
- Together (2022)

### Singles
- Poker Face (2010)
- Fucking Fantastic (2014)
- Jump (2014)
- I Wish You Were My Man (2015)
- Out of my Soul (2015)
- Parking Lot (2016)
- Dance (2016)
- You Are Amazing (2018)
- New Year’s Day (2019)
- Remember (Live) (2019)
- Love Is What We Need (2019)
- Just the Way You Are (2019)
- You Don’t Have to Go (2019)
- No Money (2020)
- The Moment of Love (2020)
- New York (2021)
- Mosaic Woman (2021)
- Up the Mountain (2021)
- Remember (2021)
- You Don’t Have to Like Me (2021)
- China in Your Hand (2021)
- Promises Are Simple (2021)
- Survive (2021)
- Alive (2021)
- This Is How You End a Friendship (2021)
- Tommy (2021)
- Never Enough (2021)
- Friend in Music (2021)
- Push Baby (2021)
- Du musst noch nicht gehen (2021)
- Happy (2022)